# Cerro Las Minas
Cerro Las Minas (též Cerro de Celaque či Pico Celaque, 2870 m n. m.) je hora v pohoří Cordillera de Celaque. Leží v západní části Hondurasu na území departementu Lempira. Jedná se o nejvyšší horu celého Hondurasu. Národní park Celaque, na jehož území hora leží, byl vyhlášen roku 1987 na ploše 266 km2.
Místní topografické mapy v měřítku 1:50 000 udávají nadmořskou výšku vrcholu 2849 m, avšak data získaná v rámci programu SRTM naznačují, že hora dosahuje výšky 2870 m.